# Paul Leonida
Paul Leonida (n. 1895 – d. 1982) a fost un general român care a luptat în Primul Război Mondial și în cel de-al Doilea Război Mondial.

## Biografie
S-a născut la 28 iunie 1895, la București, în familia lui Anastase și Matilda Leonida, care au avut 11 copii. A fost fratele renumitului inginer Dimitrie Leonida (1883-1965), întemeietorul Muzeului Tehnic București. S-au remarcat și surorile Elisa (1877-1973), prima femeie inginer licențiată în chimie din lume, Adela (1890-1928), medic, a condus primul spital de oftalmologie din România, Natalia (1878-1948), licențiată a Facultății de Litere de la Sorbona și fratele Gheorghe (1892-1942), sculptor.
A urmat Școala de ofițeri de artilerie, geniu și marină (1914-1916) și Școala Superioară de Război (1923-1925), pe carea absolvit-o ca șef de promoție.
Grade militare:
sublocotenent-1916
locotenent-1917
căpitan-1920
maior-1927
locotenent-colonel-1937
colonel-1940
general de brigadă-1945
general de divizie-1947

### Funcții militare
comandant de pluton și baterie în Regimentul 2 Artilerie Grea (1916-1925)
funcții în Direcția operații din Marele Stat Major (1927-1932, 1938-1940)
comandant de divizion în Regimentul 2 Artilerie Grea (1932-1934)
atașat militar la Budapesta (1934-1938)
șef de stat major al Corpului 2 Armată (1940)
comandant al Regimentului de Artilerie din Centrul de instrucție al artileriei de la Mihai Bravu (1940-1942)
șef al Secției operații din Marele Stat Major (1942-1945)
comandant al Brigăzii 10 Artilerie (1945-1947)
A participat la primul război mondial conducând un pluton din Regimentul 2 Artilerie Grea.
În cel de al doilea război mondial s-a remarcat ca șef al Secției Operații din Marele Stat Major și a participat pe front conducând Brigada 10 Artilerie, care a sprijinit acțiunile de luptă ale Diviziei 10 Infanterie pentru forțarea Hronului, pe frontul din Cehoslovacia.
Generalul de brigadă Paul Leonida a fost trecut în cadrul disponibil la 9 august 1946, în baza legii nr. 433 din 1946, și apoi, din oficiu, în poziția de rezervă la 9 august 1947.
A fost decorat, printre altele, cu Ordinele „Steaua României”, clasa a IV-a și „23 August”, clasa a IV-a. A fost înaintat la gradul de general-locotenent (cu 2 stele) în retragere la 19 august 1974.
A decedat la 16 septembrie 1982, la București.

## Decorații
- Ordinul „Steaua României” în gradul de ofițer (8 iunie 1940)[3]
- Ordinul „23 August” clasa a IV-a (10 august 1964) „pentru merite deosebite în opera de construire a socialismului, cu prilejul celei de a XX-a aniversări a eliberării patriei”[4]